# Picard (hố)
Picard là một hố Mặt Trăng (hố va chạm) nằm ở biển Mare Crisium. Hố được đặt tên theo sau nhà thiên văn học và địa lý học người Pháp thế kỷ 17 Jean Picard. Đây là hố lớn nhất không bị chôn vùi ở biển này, hố lớn hơn hố Peirce một chút nằm về bắc-tây bắc. Tiếp giáp ở phía tây là hố gần như hoàn toàn bị chôn vùi Yerkes. Về phía đông của hố Picard là hố Curtis.
Picard là hố từ kỷ Eratosthenes, thời kỳ mà đã kết thúc từ 3,2 đến 1,1 tỉ năm về trước.  Bên trong Picard là những bậc thang gây ra bởi sự sụp đổ của thềm hố.  Hố có một vài đồi núi nhỏ ở phần dưới.

## Hố vệ tinh

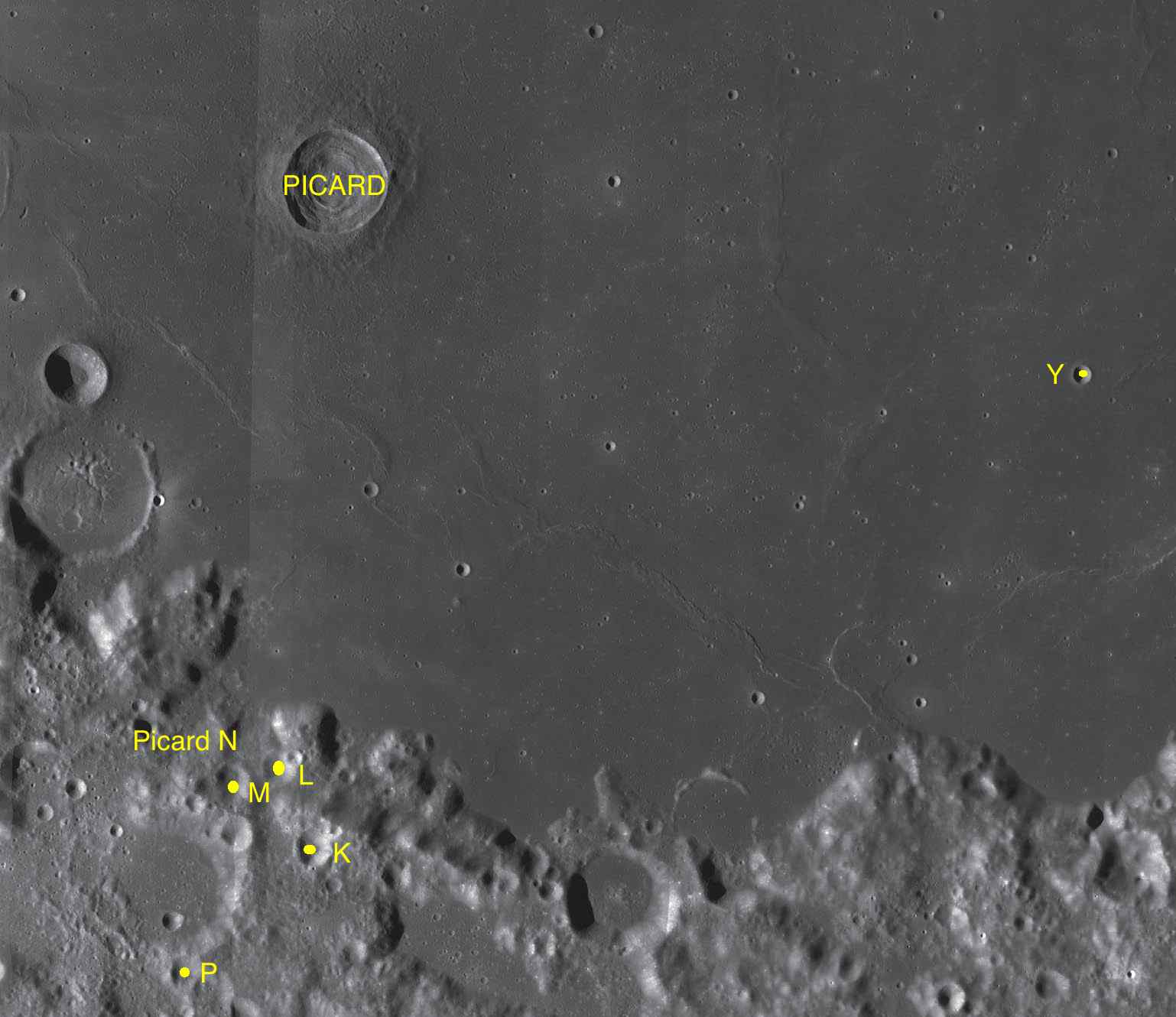
Hố vệ tinh của Picard

Theo quy ước, những tính chất này được xác định trên bản đồ bằng cách đặt từng chữ cái là tâm của các hố vệ tinh gần với Picard nhất.
| Picard | Tọa độ                            | Đường kính, km |
| ------ | --------------------------------- | -------------- |
| K      | 9°44′B 54°34′Đ / 9,73°B 54,56°Đ   | 9              |
| L      | 10°19′B 54°19′Đ / 10,32°B 54,31°Đ | 7              |
| M      | 10°13′B 53°57′Đ / 10,21°B 53,95°Đ | 8              |
| N      | 10°31′B 53°34′Đ / 10,52°B 53,57°Đ | 19             |
| P      | 8°49′B 53°37′Đ / 8,82°B 53,62°Đ   | 8              |
| Y      | 13°11′B 60°16′Đ / 13,18°B 60,27°Đ | 4              |

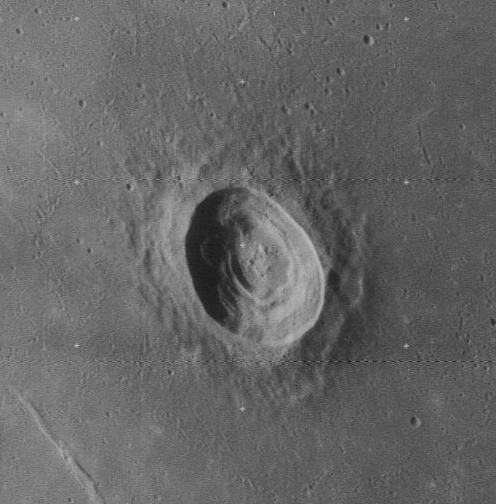
Hình nhìn gần từ Lunar Orbiter 4

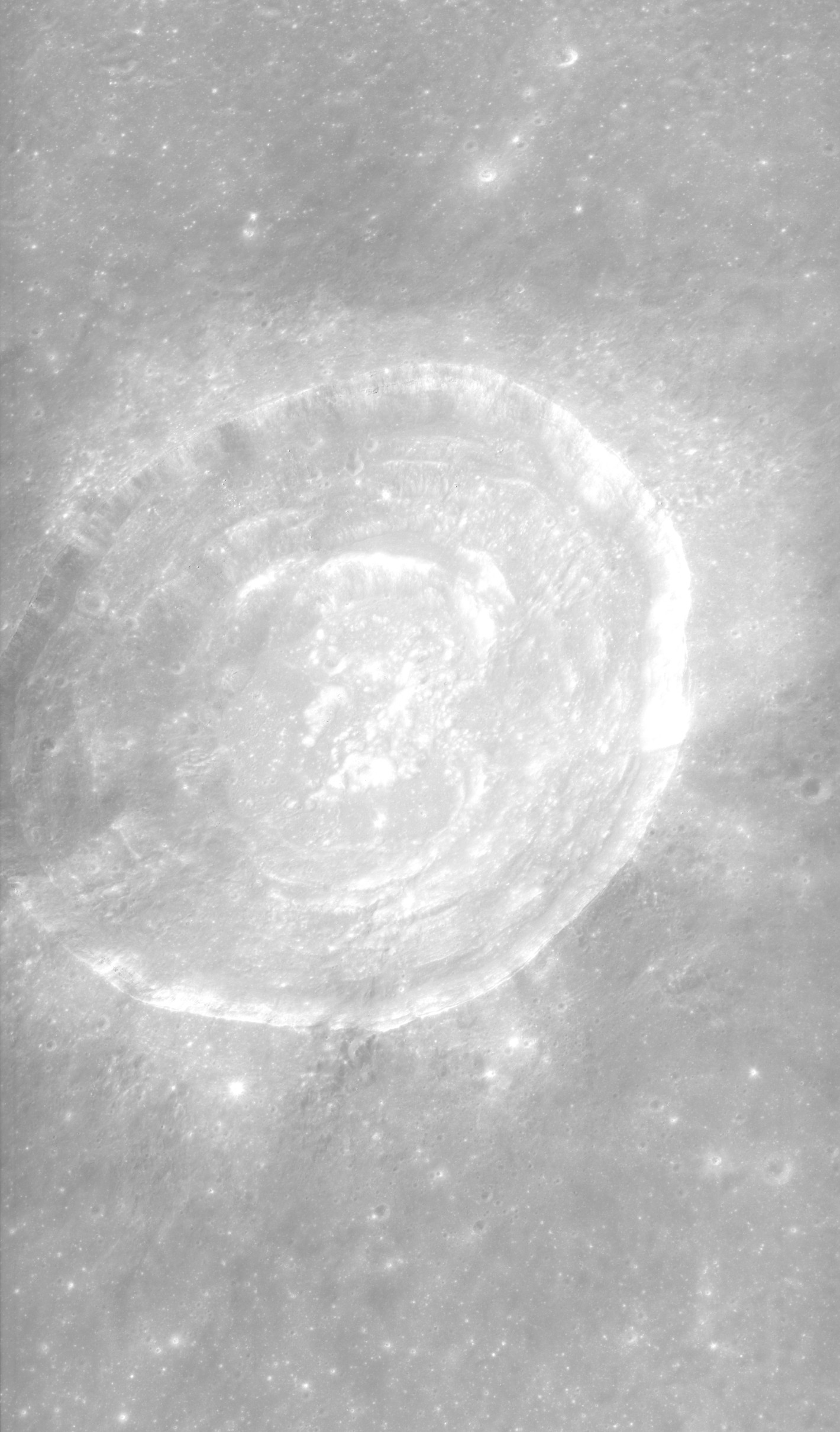
Hình camera nhìn gần từ Apollo 15, hướng về phía nam

Những hố sau đây được đặt tên lại bởi Hiệp hội Thiên văn Quốc tế.
- Picard G — xem Tebbutt.
- Picard H — xem Shapley.
- Picard X — xem Fahrenheit.
- Picard Z — xem Curtis.